# Clark Kent (producent)
Rodolfo A. Franklin (28. září 1966 – 24. října 2024), známý jako DJ Clark Kent, byl panamsko-americký hiphopový producent a DJ. Jeho diskžokejská přezdívka je odvozena od jména Supermanova alter ega.

## Kariéra
Na konci osmdesátých let spolupracoval s rapperem Dana Dane. V této době vystupoval jako klubový diskžokej. V roce 1989 produkoval remix hitu Troop „Spread My Wings“. Tehdy pracoval na deskách méně známých umělců.
V roce 2001 produkoval svůj největší hit, a to píseň „Loverboy“ od Mariah Carey, která se v USA umístila na druhém místě žebříčku Billboard Hot 100.
Produkoval skladby pro umělce jako jsou Lil' Kim, 50 Cent, Canibus, Mad Skillz, Estelle, Slick Rick, Rakim a také pro skupiny The Future Sound a Original Flavor.
Na začátku 90. let převzal roli moderátora na tehdejším New Music Seminar, souboji nejlepších hiphopových diskžokejů. Přejmenoval ho na „Clark Kent's Superman Battle for World Supremacy“ a tuto akci pořádal řadu let.
V roce 1993 pracoval na písních pro Jey-Zeho.
V roce 1998 objevil rappera a budoucího politika Shynea. S ním dlouhodobě spolupracoval.

## Smrt
Zemřel na rakovinu tlustého střeva 24. října 2024 ve věku 58 let.

## Diskografie

### Produkce
| Album                                                                                 | Umělec                                 | Rok  | Píseň                                                                     |
| ------------------------------------------------------------------------------------- | -------------------------------------- | ---- | ------------------------------------------------------------------------- |
| She's Playing Hard to Get (the Remixes)                                               | Hi-Five, Jay-Z                         | 1992 | She's Playing Hard (Clark Kent Supermix)                                  |
| Sex Is Law                                                                            | Father MC                              | 1993 | Da Wiggle {produced with Ski}                                             |
| Nerissa                                                                               | Nerissa                                | 1993 | In the Rain (Remix)                                                       |
| Destination Brooklyn                                                                  | Vicious                                | 1994 | Nika                                                                      |
| Troddin'                                                                              | Shinehead                              | 1994 | Never Been in Love B4; Woman Like You                                     |
| Throw Your Hands Up 12"                                                               | L.V.                                   | 1995 | Throw Your Hands Up (Remix)                                               |
| It's All About You 12"                                                                | Adina Howard, Busta Rhymes, Mr. Cheeks | 1995 | It's All About You (Remix)                                                |
| Hold It Down                                                                          | Das EFX                                | 1995 | Dedicated                                                                 |
| In My Lifetime 12"                                                                    | Jay-Z                                  | 1995 | I Can't Get wid That                                                      |
| Conspiracy                                                                            | Junior M.A.F.I.A.                      | 1995 | Realms of Junior M.A.F.I.A.; I Need You Tonight; Players' Anthem; Crazaay |
| Hooked on You 12"                                                                     | Silk                                   | 1995 | Hooked on You (Remix)                                                     |
| Feels Like the First Time 12"                                                         | Intro                                  | 1995 | Funny How Time Flies (Lil' Kim Mix)                                       |
| The Natural 12"                                                                       | Mic Geronimo                           | 1995 | The Natural (Remix)                                                       |
| From Where???                                                                         | Mad Skillz                             | 1996 | Move Ya Body                                                              |
| Don't Be a Menace to South Central While Drinking Your Juice in the Hood (soundtrack) | Lil' Kim a Mona Lisa                   | 1996 | Time to Shine                                                             |
| Live and Die for Hip Hop 12"                                                          | Kris Kross, Da Brat                    | 1996 | Live and Die for Hip Hop (Remix)                                          |
| Things We Do for Love 12"                                                             | Horace Brown, Jay-Z                    | 1996 | Things We Do for Love (Remix)                                             |
| One for the Money 12"                                                                 | Horace Brown, Foxy Brown               | 1996 | One for the Money (Remix)                                                 |
| The Associate (soundtrack)                                                            | Queen Latifah, Shades, Free            | 1996 | Mr. Big Stuff                                                             |
| You're the One 12"                                                                    | SWV, Jay-Z                             | 1996 | You're the One (Clark Kent Remix)                                         |
| Get on the Bus (soundtrack)                                                           | Doug E. Fresh                          | 1996 | Tonite's the Nite                                                         |
| Reasonable Doubt                                                                      | Jay-Z, The Notorious B.I.G.            | 1996 | Brooklyn's Finest                                                         |
| Reasonable Doubt                                                                      | Jay-Z, Memphis Bleek                   | 1996 | Coming of Age                                                             |
| Reasonable Doubt                                                                      | Jay-Z                                  | 1996 | Cashmere Thoughts                                                         |
| Feel Your Pain 12"                                                                    | Whitehead Bros.                        | 1996 | Feel Your Pain (Clark Kent Remix)                                         |
| 11-20-79                                                                              | Mona Lisa                              | 1996 | Just Wanna Please U                                                       |
| Daily Basis 12"                                                                       | Da Rahnjaz                             | 1996 | Street Life (Daily Basis Remix)                                           |
| The New World Order                                                                   | Poor Righteous Teachers                | 1996 | Dreadful Day                                                              |
| Bootleg Versions                                                                      | Fugees                                 | 1996 | Ready or Not (Clark Kent/Django version)                                  |
|                                                                                       | Skindeep                               | 1996 | No More Games; Everybody                                                  |
| Life After Death                                                                      | The Notorious B.I.G.                   | 1997 | Sky's the Limit                                                           |
| Love, Peace & Nappiness 12"                                                           | Lost Boyz                              | 1997 | Get Up (Remix)                                                            |
| Nothin to Lose (soundtrack)                                                           | Oran "Juice" Jones, Stu-Large, Camp Lo | 1997 | Poppin' That Fly (Clark Kent Remix)                                       |
| I Like 12"                                                                            | Shiro                                  | 1997 | I Like (Remix)                                                            |
| The 18th Letter                                                                       | Rakim                                  | 1997 | Remember That; Guess Who's Back; Stay a While                             |
| Pushin' Weight 12                                                                     | Ice Cube                               | 1998 | Pushin' Weight (Clark Kent Remix)                                         |
| Player's Club (soundtrack)                                                            | Ice Cube                               | 1998 | We Be Clubbin' (Clark World Remix)                                        |
| Woo (soundtrack) / Cold As Ice                                                        | Charli Baltimore                       | 1998 | Money                                                                     |
| Make It Reign                                                                         | Lord Tariq a Peter Gunz                | 1998 | Make It Reign; Massive Heat; Keep On                                      |
| Touch It 12"                                                                          | Monifah                                | 1998 | Touch It (C.K. Remix)                                                     |
| Order in the Court                                                                    | Queen Latifah                          | 1998 | No/Yes                                                                    |
| Come and Get with Me 12"                                                              | Keith Sweat                            | 1998 | Come and Get with Me (Remix)                                              |
| Can-I-Bus                                                                             | Canibus                                | 1998 | How We Roll; Channel Zero                                                 |
| Respect                                                                               | Shaquille O'Neal                       | 1998 | 48 @ the Buzzer; ?; ??                                                    |
| The Hit List                                                                          | Saafir                                 | 1999 | A Dog's Master                                                            |
| The Art of Storytellin'                                                               | Slick Rick                             | 1999 | Kill Niggaz; I Own America Pt. 1; 2 Way Street; Why Why Why; Memories     |
| Hempstead High                                                                        | A+                                     | 1999 | Gotta Have It; Price of Fame                                              |
| Born Again                                                                            | The Notorious B.I.G.                   | 1999 | Come On                                                                   |
| Middle Finger U                                                                       | Sauce Money                            | 2000 | Middle Finger U.; Face Off 2000                                           |
| Urban Renewal                                                                         | Lil' Kim, Phil Collins                 | 2001 | In the Air Tonite                                                         |
| City High                                                                             | City High                              | 2001 | 15 Will Get You 20                                                        |
| Glitter (soundtrack)                                                                  | Mariah Carey                           | 2001 | Loverboy (Remix)                                                          |
| All About J                                                                           | Lil J                                  | 2002 | Come Out and Play                                                         |
| Konexion                                                                              | Freddie Foxxx                          | 2003 | Stick Em Up!                                                              |
| He's Keith Murray                                                                     | Keith Murray                           | 2003 | Cristina                                                                  |
| The Streetsweeper, Vol. 2                                                             | DJ Kay Slay                            | 2004 | Hands on the Pump                                                         |
| Red Gone Wild: Thee Album                                                             | Redman                                 | 2007 | Diz Iz Brick City                                                         |
| Teflon Don                                                                            | Rick Ross                              | 2010 | Super High                                                                |
| Harverd Dropout                                                                       | Lil Pump, Kanye West                   | 2018 | I Love It                                                                 |